# پل کینن
پل کینن (انگلیسی: Paul Keenan؛ زادهٔ ۵ نوامبر ۱۹۷۶) یک ترانه‌سرا، و تهیه‌کننده موسیقی اهل بریتانیا و ساکن دامبرتون، نزدیک گلاسگو کشور اسکاتلند است.

## تک آهنگ‌ها
| سال  | نام                               | رتبه‌بندی | آلبوم     |
| سال  | نام                               | بریتانیا | آلبوم     |
| ---- | --------------------------------- | -------- | --------- |
| ۲۰۰۴ | «دور از دسترس»                    | ۷        | «یک جهان» |
| ۲۰۰۵ | «تو و من»                         | ۱۵       | «یک جهان» |
| ۲۰۰۵ | «پیکار عشق» (با حضور لارا مور)    | ۱۸       | «یک جهان» |
| ۲۰۰۶ | «موسیقی درونم» — (تک‌آهنگ رادیویی) | —        | «یک جهان» |
| ۲۰۰۷ | «خودت انجامش بده (برو بگیرش)»     | ۶۴       |           |
| ۲۰۰۸ | «فشار بر ما» (با حضور لوسیا هورن) | —        |           |